# 양묘진
양묘진(중국어: 楊妙真, 1193~1250년경)은 중세 중국의 여성 군사 지도자로, 이화창의 달인으로 알려져 있다.
양묘진은 1193년 금나라 산동동로 익도부에서 태어났으며, 1211년, 그녀의 오빠 양안아는 홍오군(紅襖軍)이라는 떠돌이 도적단을 조직했다. 1214년 이후 그는 살해되었고, 당시 20세였던 양묘진은 양안아의 후계자로서 홍오군의 새 수령이 되었다. 그녀는 다른 도적단장 이전과 혼인하여 세력을 합쳤다.
1218년 양묘진은 이전과 함께 남송에 투항했으며, 경동로 총관에 봉해졌다가 곧 초신군절도사로 임명되었다. 그러나 이들은 송나라에게 완전히 신뢰받지 못했고, 양묘진은 이전이 몽골족, 여진족을 상대로 군사 작전에 나서는 동안 그들의 거점인 회안군을 실효지배했다.
1226년 이전은 몽골군과 싸웠으나 패배하여 익도에서 포위되었다. 그는 1년 동안 농성했으나 양묘진의 지원 시도가 실패하자 1227년 봄 몽골에 투항했다. 송은 양묘진에게 식량 공급을 끊는 것으로 대응했고, 양묘진의 군대는 반란을 일으켰지만 이전의 도움으로 다시 통제권을 회복했다. 1231년 초 이전이 남송군의 양주 공격으로 전사하자, 그의 군대는 양묘진 휘하에 배치되었지만, 4개월 후 남송군은 회안군을 공격했다. 패배가 불가피한 상황에서 양묘진은 군대를 이끌고 몽골군에 합류했고, 1232년 익도부윤으로 임명되었다. 그녀는 1250년경에 사망했으며, 양아들인 이단이 부윤직을 계승했다.